# Trezene (mitologia)
Nella mitologia greca, Trezene fu l'eponimo della città di Trezene, in Argolide.

## Mitologia
Trezene era uno dei venti figli di Pelope e Ippodamia. Assieme al fratello Pitteo, abbandonò la casa paterna in Elide e si trasferì in Argolide, alla corte del re Ezio, che governava sulle città di Iperea e Antea, e i due divennero suoi co-governanti e poi successori. Alla morte di Trezene, Pitteo incorporò le due città in una e la chiamò Trezene in onore di suo fratello.
Partenio di Nicea narra di una figlia di Trezene di nome Euopi, protagonista di un tragico amore incestuoso con il fratello.